# Щедов, Виталий Владимирович
Виталий Владимирович Щедов (род. 31 июля 1987, Симферополь) — украинский трековый велогонщик, представитель национальной сборной Украины во второй половине 2000-х годов. Серебряный призёр чемпионата мира в командной гонке преследования, победитель и призёр этапов Кубка мира, участник летних Олимпийских игр в Пекине. Заслуженный мастер спорта Украины.

## Биография
Виталий Щедов родился 31 июля 1987 года в городе Симферополе Крымской области Украинской ССР. Проходил подготовку в симферопольской Специализированной детско-юношеской спортивной школе олимпийского резерва по велоспорту № 1, в разное время был подопечным таких специалистов как В. В. Черченко, Л. Н. Полатайко, В. В. Климов, Р. В. Кононенко.
Впервые заявил о себе в 2004 году, когда вошёл в состав украинской национальной сборной и побывал на чемпионате Европы среди юниоров, где завоевал золотые медали сразу в двух дисциплинах: индивидуальной гонке преследования и командной гонке преследования.
На европейском юниорском первенстве 2005 года в Италии стал в индивидуальном преследовании вторым.
Первого серьёзного успеха на взрослом международном уровне добился в сезоне 2006 года, выиграв в командном преследовании серебряную и бронзовую медали на этапах Кубка мира в Сиднее.
В 2007 году одержал победу на этапе Кубка мира в Лос-Анджелесе и выступил на трековом чемпионате мира в Пальма-де-Мальорка, где совместно с Любомиром Полатайко, Максимом Полищуком и Виталием Попковым завоевал в командной гонке преследования серебряную медаль — в финале их обошли только спортсмены из Великобритании.
Благодаря череде удачных выступлений удостоился права защищать честь страны на летних Олимпийских играх 2008 года в Пекине — стартовал в командном преследовании, вместе с Любомиром Полатайко, Максимом Полищуком и Владимиром Дюдей расположился в итоговом протоколе на девятой позиции. Также в этом сезоне добавил в послужной список ещё несколько медалей с Кубка мира, стал чемпионом Европы среди андеров в индивидуальном преследовании.
После пекинской Олимпиады остался в составе трековой сборной Украины и продолжил принимать участие в крупнейших международных соревнованиях. Так, в 2010 году был лучшим на этапе Кубка мира в Китае и выиграл общий зачёт мирового кубка, выступил на чемпионате мира в Дании, где занял шестое место в индивидуальном преследовании, пятое место в командном преследовании и девятое место в омниуме.
За выдающиеся спортивные достижения удостоен почётного звания «Заслуженный мастер спорта Украины».